# ITF Warmbad-Villach
Das ITF Warmbad Villach ist ein Tennisturnier der ITF Women’s World Tennis Tour, das in Warmbad Villach ausgetragen wird.
2023 war es Bestandteil der Turnierserie Carinthian Ladies Lake’s Trophy. Die weiteren Turniere der Serie wurden in Pörtschach, Annenheim und Feld am See ausgetragen.

## Siegerliste

### Einzel
| Jahr | Kategorie | Siegerin        | Finalgegnerin      | Ergebnis              |
| ---- | --------- | --------------- | ------------------ | --------------------- |
| 2021 | W15       | Anna Turati     | Pia Lovric         | 6:3, 6:2              |
| 2022 | W25       | Sinja Kraus     | Weronika Falkowska | 7:5, 3:6, 6:4         |
| 2023 | W25       | Elvina Kalieva  | Julie Štruplová    | 4:6, 6:2, 6:1         |
| 2025 | W35       | Nastasja Schunk | Sapfo Sakellaridi  | 0:6, 6:3, 2:4 Aufgabe |

### Doppel
| Jahr | Kategorie | Siegerinnen                   | Finalgegnerinnen                 | Ergebnis         |
| ---- | --------- | ----------------------------- | -------------------------------- | ---------------- |
| 2021 | W15       | Melania Delai Pia Lovric      | Anita Wagner Alexandra Pospelowa | 0:6, 6:2, [10:3] |
| 2022 | W25       | Lea Bošković Veronika Erjavec | Miharu Imanishi Kanako Morisaki  | 3:6, 6:3, [11:9] |
| 2023 | W25       | Jenny Dürst Nika Radišić      | Jessie Aney Lena Papadakis       | 6:2, 7:64        |
| 2025 | W35       | Dalila Jakupović Nika Radišić | Jasmijn Gimbrère Rasheeda McAdoo | 6:4, 6:4         |

## Quelle
- ITF Homepage